# 21 février
Pour les articles homonymes, voir Vingt-et-Un-Février.
21 janvier 21 mars
Chronologies thématiques
- Croisades
- Ferroviaires
- Sports
- Disney
- Anarchisme
- Catholicisme

Abréviations / Voir aussi
- (° 1852) = né en 1852
- († 1885) = mort en 1885
- a.s. = calendrier julien
- n.s. = calendrier grégorien
- Calendrier
- Calendrier perpétuel
- Liste de calendriers
- Naissances du jour

Le 21 février est le 52e jour de l'année du calendrier grégorien (il en reste ensuite 313, 314 lorsqu'elle est bissextile).
C'était généralement le 3 ventôse du calendrier républicain ou révolutionnaire français, officiellement dénommé jour du violier (la giroflée des murailles).
C'est aussi la Journée internationale de la langue maternelle de l'UNESCO, qui promeut la diversité linguistique du monde.

## Événements

### IVesiècle
- 362 : l'évêque (patriarche) d'Alexandrie Athanase retourne dans sa ville après six ans d'exil.

### XIIIesiècle
- 1276 : Pierre de Tarentaise est élu 183e pape sous le nom d'Innocent V.

### XIVesiècle
- 1322 : Charles IV le Bel est sacré roi de France à Reims.
- 1339 : bataille de Parabiago entre les troupes milanaises d'Azzon Visconti conduites par son oncle Luchino et la Compagnia di San Giorgio de son autre oncle Lodrisio.

### XVesiècle
- 1411 : excommunication de Jan Hus par le pape Grégoire XII.
- 1431 : début du procès en hérésie de Jeanne d'Arc conduit par l'évêque de Beauvais Pierre Cauchon.
- 1437 : Jacques II d'Écosse devient roi d'Écosse après l'assassinat de son père Jacques Ier.

### XVIesiècle
- 1543 : bataille de Wayna Daga.
- 1578 : l'archevêque-duc de Reims Louis II de Guise est créé cardinal par le pape Grégoire XIII.

### XVIIesiècle
- 1613 : le fils Michel Romanov du patriarche de Moscou est élu tsar de Russie Michel Ier par le Zemski sobor.
- 1660 : visite de son successeur Louis XIV avec sa mère Anne d'Autriche au sanctuaire de Notre-Dame de Grâces de Cotignac[2].

### XVIIIesiècle
- 1717 : le fils de Jacques II d'Angleterre et prétendant au trône d'Angleterre Jacques François Stuart ("Jacques III") est obligé à son tour de chercher refuge en France.
- 1795 : la Convention nationale "thermidorienne" restaure la liberté de culte en France (contexte de la Révolution française entre Terreur et Directoire).
- 1796 : bataille de la Bégaudière pendant la guerre de Vendée dans l'ouest de la France.

### XIXesiècle
- 1808 : les forces de Frédéric de Buxhoeveden prennent Hämeenlinna sans déclaration de guerre en déclenchant ainsi la guerre de Finlande.
- 1809 : capitulation de Saragosse face aux forces napoléoniennes pendant la guerre napoléonienne d'Espagne.
- 1816 : mariage de Guillaume des Pays-Bas avec Anna Pavlovna de Russie.
- 1846 : soulèvement de Cracovie en Pologne morcelée.
- 1848 : publication du Manifeste du Parti communiste par les Allemands Karl Marx et Friedrich Engels.
- 1849 : victoire britannique décisive à la bataille de Gujrat pendant la seconde guerre anglo-sikhe.
- 1861 : fondation de Mariehamn, la capitale d'Åland[3],[4].
- 1862 : victoire d'Henry Hopkins Sibley à la bataille de Valverde pendant la guerre de Sécession.

### XXesiècle
- 1901 : l'adoption d'une constitution fait de l'île de Cuba une république sous contrôle américain.
- 1916 : début de la bataille de Verdun au cœur de la Première Guerre mondiale entre Allemands et Français.
- 1919 : le chef du gouvernement bavarois Kurt Eisner est assassiné à Munich.
- 1921 : coup d'État conduisant Reza Chah au pouvoir à Téhéran en Iran.
- 1934 :
  - refus par l'Assemblée législative du Québec de reconnaître le suffrage féminin.
  - L'armée française engage des opérations contre les Berbères du Haut Atlas au Maroc.
- 1944 : exécution de 23 membres du groupe de résistants de Missak Manouchian au Mont Valérien près de Paris occupée (Seconde Guerre mondiale).
- 1945 :
  - ouverture de la Conférence de Chapultepec réunissant 21 États du continent américain qui vont y tenter d'établir un traité sur la solidarité interaméricaine.
  - Le Bismarck Sea est coulé par deux kamikazes japonais pendant la bataille d'Iwo Jima (guerre du Pacifique in Seconde Guerre mondiale).
- 1952 : la police ouvre le feu à Dacca au Pakistan oriental (actuel Bangladesh) sur une manifestation d'étudiants protestant contre l'établissement du "pakistanais" comme langue unique officielle du pays (commémoration ci-après de cette « journée du mouvement pour la langue » "transcendée" par l'UNESCO).
- 1957 : Résolution 123 du Conseil de sécurité des Nations unies (questions Inde-Pakistan).
- 1958 : Gamal Abdel Nasser est choisi président de la nouvelle République arabe unie syro-égyptienne par voie de référendum.
- 1961 : le Conseil de Sécurité de l’ONU décide d’envoyer des casques bleus pour « rétablir l'ordre » dans l'État du Katanga en Afrique de l'ouest.
- 1965 : assassinat du représentant américain pour la cause des noirs Malcolm X.
- 1972 : Richard Nixon est le premier président américain à visiter la république populaire de Chine.
- 1973 : l'aviation israélienne abat un Boeing 727 des Libyan Arab Airlines au-dessus du désert du Sinaï.
- 1987 : quatre responsables du groupe terroriste Action directe sont arrêtés à Vitry-aux-Loges (Loiret dans la région française du Centre).
- 1989 : Václav Havel est condamné à neuf mois de prison pour avoir participé à une manifestation non autorisée en Tchécoslovaquie.
- 1992 : le Conseil de sécurité des Nations unies adopte à l'unanimité la résolution 743 autorisant l'envoi de 14 000 casques bleus dans trois régions de Croatie à majorité serbe.
- 1995 : Ibrahim Ali est tué d’une balle dans le dos par trois militants colleurs d'affiches du Front national à Marseille au sud de la France.
- 1997 : Hong Song-nam devient Premier ministre de la Corée du Nord.

### XXIesiècle
- 2003 : Hans Blix demande au gouvernement irakien la destruction de missiles Al-Samoud 2 d'ici au 1er mars suivant.
- 2016 :
  - attentat meurtrier de l'État islamique en Syrie près de la mosquée de Sayyida Zeinab.
  - Élections présidentielle et législatives au Niger.
  - Élection présidentielle aux Comores.
  - Référendum constitutionnel en Bolivie.
- 2020 : des élections législatives ont lieu afin de renouveler pour quatre ans les membres de la chambre basse du parlement d'Iran ou Madjles[5].

- 2021 : au Niger, le second tour de l'élection présidentielle a lieu afin d'élire le président de la République du pays. C'est Mohamed Bazoum remporte le scrutin qui l'opposait à Mahamane Ousmane[6].
- 2022 : la Russie reconnaît l'indépendance des républiques populaires de Donetsk et de Lougansk (drapeaux), régions sécessionnistes de l'Ukraine[7]. En résulte une croissance significative des tensions entre l'Ukraine et la Russie puis la déclaration de guerre de la Russie trois jours plus tard le 24 février.

## Arts, culture et religion

Symbole
Peace and love.

- 1822 : première de l'opéra-comique Le Petit Souper de Victor Dourlen au Théâtre de l'Opéra-Comique[8].
- 1958 : le symbole de la paix ☮ est créé par un artiste de la Campaign for Nuclear Disarmament nommé Gerald Holtom.
- 1996 : sortie du film Les Grands Ducs de Patrice Leconte qui y réunit Jean-Pierre Marielle, Philippe Noiret et Jean Rochefort[9].

## Sciences et techniques
- 1804 : première circulation d'une locomotive à vapeur construite par Richard Trevithick.
- 1832 : John Biscoe découvre la terre de Graham (Antarctique).
- 1838 : Samuel Morse présente son télégraphe électrique devant le président américain Martin Van Buren.
- 1902 : Harvey Cushing devient le premier chirurgien américain à opérer une tumeur du cerveau.
- 1925 : le statut de quarantaine de Nome est levé en Alaska, où cette ville a été sauvée de la diphtérie par une course au sérum ce qui aura contribué à la célébrité du chien Balto.Polaroid de Land.

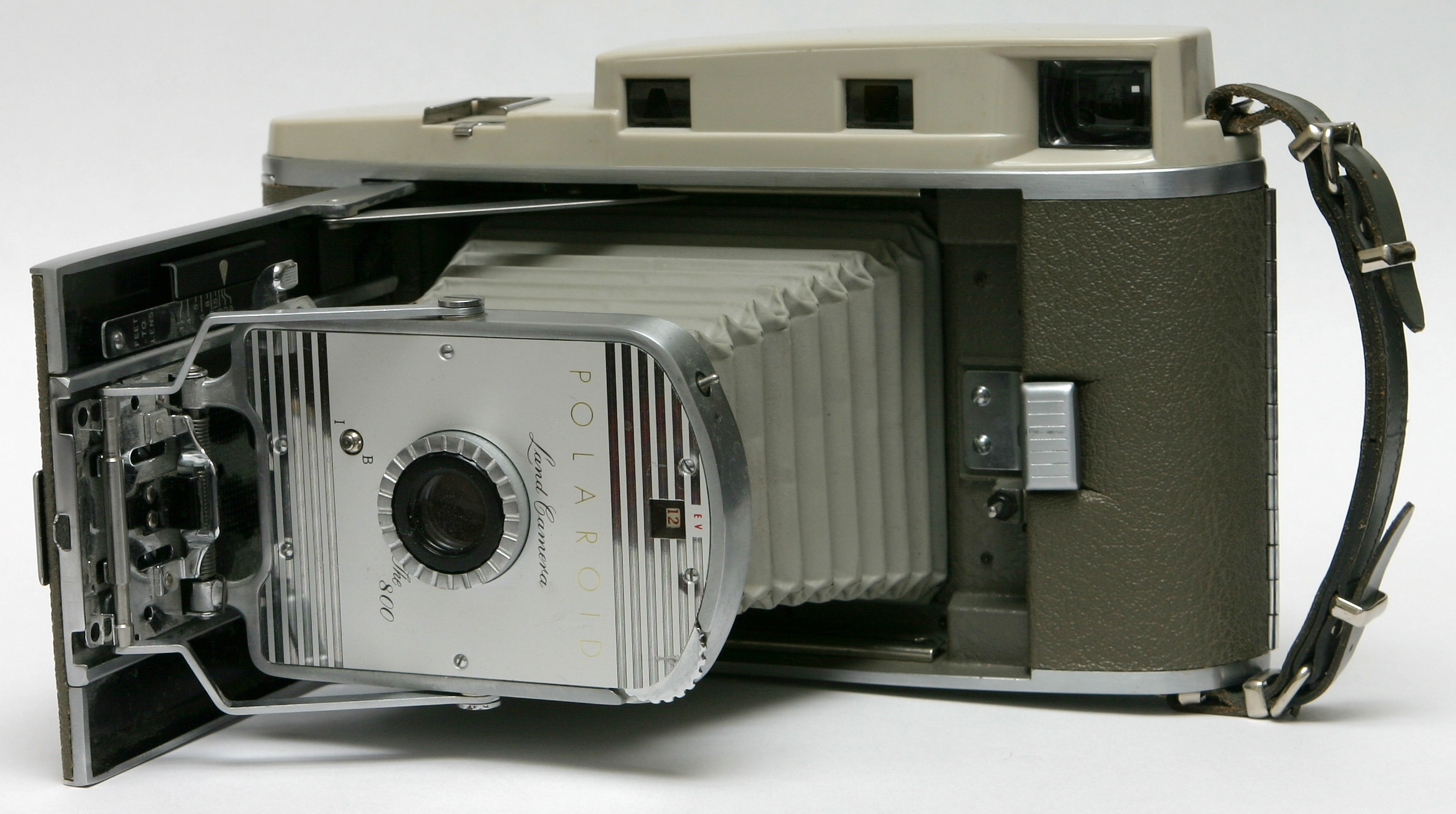
Polaroid de Land.

- 1947 : le fondateur de la société Polaroid Corporation Edwin H. Land présente son appareil photographique instantané éponyme à l'Optical Society of America.
- 1971 : signature d'une convention sur les substances psychotropes à Vienne en Autriche.
- 1995 : Steve Fossett devient le premier homme à traverser en solitaire l’océan Pacifique en montgolfière en atterrissant dans un champ de Leader.

## Économie et société
- 1842 : James Greenough fait breveter la première machine à coudre aux États-Unis[10].
- 1874 : le major Walter Windfield invente un jeu de plein air qu'il nomme lawn tennis plus tard devenu le tennis sur gazon.
- 1918 : extinction du Conure de Caroline.
- 1925 : premier numéro du magazine américain The New Yorker.
- 1935 : le parfumeur Armand Petitjean crée la maison de cosmétiques Lancôme.
- 2012 : le terme « Mademoiselle » disparaît des formulaires administratifs français[11].
- 2022 : en Colombie, la Cour constitutionnelle légalise l'avortement[12].

## Naissances

### XIVesiècle
- 1397 : Isabelle de Portugal, duchesse de Bourgogne, mère de Charles le Téméraire († 17 décembre 1471).

### XVesiècle
- 1484 : Joachim Ier Nestor de Brandebourg, prince-électeur de Brandebourg de 1499 à 1535 († 11 juillet 1535).
- 1490 : Hans Dürer, poète, peintre, dessinateur et graveur allemand († 1534 / 1538).

### XVIesiècle
- 1507 : Jacques Stuart, fils aîné de Jacques IV d'Écosse († 27 février 1508).
- 1518 : Jean de Danemark, prince héritier du royaume de Danemark, fils du roi Christian II († 11 août 1532).
- 1541 : Philippe V de Hanau-Lichtenberg, seigneur alsacien († 2 juin 1599).
- 1556 : Sethus Calvisius, compositeur, chronologue et astronome allemand († 24 novembre 1615).
- 1559 :
  - Giulio Mancini, médecin, collectionneur et marchand d'art, et écrivain italien († 22 août 1630).
  - Nurhachi, fondateur de la dynastie des Jīn postérieurs († 30 septembre 1626).
- 1588 :
  - Benjamin Bramer (de), mathématicien et architecte allemand († 17 mars 1652).
  - Franz Christoph von Khevenhüller-Frankenburg, ambassadeur de l'Empereur Ferdinand II auprès du Roi d'Espagne († 13 juin 1650).
- 1591 : Girard Desargues, mathématicien français († 9 octobre 1661).
- 1593 : Antoine d'Arenberg, moine capucin, architecte, astronome et biographe († 5 juin 1669).
- 1594 : Jean-Ernest Ier de Saxe-Weimar, duc de Saxe-Weimar († 6 décembre 1626).

### XVIIesiècle
- 1607 : Étienne de Flacourt, administrateur colonial français († 10 juin 1660).
- 1609 :
  - Frère Fiacre (Denis Antheaume dit), religieux français de la congrégation des Augustins Déchaussés († 16 février 1684).
  - Raimondo Montecuccoli, généralissime des troupes de l'Empereur des Romains († 1er octobre 1680).
- 1612 : Lorenzo Imperiali, cardinal italien († 21 septembre 1673).
- 1621 : Rebecca Nurse, une des victimes notoires des procès dans l'affaire des Sorcières de Salem († 19 juillet 1692).
- 1622 :
  - Joseph-Antoine Le Febvre de La Barre, intendant à Riom, gouverneur des Antilles françaises puis de Nouvelle-France († 4 mai 1688).
  - Camillo Francesco Maria Pamphilj, cardinal laïc italien († 26 juillet 1666).
- 1623 : Pierre Du Bosc, prédicateur protestant français († 2 janvier 1692).
- 1627 : Nicolò Beregan, avocat, poète et librettiste d'opéra italien († 17 décembre 1713).
- 1638 : Bernard de Saxe-Iéna, premier duc du duché indépendant de Saxe-Iéna († 3 mai 1678).
- 1675 : Pierre Dugué de Boisbriant, militaire et administrateur colonial français († 7 juin 1736).
- 1684 : Justus van Effen, écrivain néerlandais, qui écrivit principalement en français († 18 septembre 1735).

### XVIIIesiècle
- 1724 : Jacques René Tenon, chirurgien français († 16 janvier 1816).
- 1728 : Pierre III, tsar de Russie († 17 juillet 1762).
- 1735 : Philippe François Rouxel de Blanchelande, général de brigade français († 15 avril 1793).
- 1741 : Jean-Baptiste-Michel Ouvrard de La Haie, écrivain et religieux français († 15 avril 1821).
- 1770 : Georges Mouton, comte de Lobau, général, pair et Maréchal de France († 27 novembre 1838).
- 1772 : Antoine Louis Popon, général de division français († 18 février 1824).
- 1775 : Jean-Baptiste Girard, général de division et baron d'Empire français († 27 juin 1815).
- 1783 : Catherine de Wurtemberg, princesse Bonaparte et reine consort de Westphalie († 29 novembre 1835).
- 1794 : Antonio López de Santa Anna, homme politique mexicain, héros militaire, 11 fois président († 21 juin 1876).
- 1800 :
  - Jean Marie Mathias Debelay, ecclésiastique français († 27 septembre 1853).
  - Louis Eugène Regnault, homme d'église français († 3 août 1889).

### XIXesiècle
- 1801 : John Henry Newman, ecclésiastique britannique († 11 août 1890).
- 1815 : Jean-Louis-Ernest Meissonier, artiste peintre et sculpteur français († 31 janvier 1891).
- 1817 : José Zorrilla, écrivain et poète espagnol († 23 janvier 1893).
- 1821 : Rachel Félix, comédienne suisse († 3 janvier 1858).
- 1823 : Eduard Oscar Schmidt, naturaliste allemand († 17 janvier 1886).
- 1836 : Léo Delibes, compositeur français († 16 janvier 1891).
- 1842 : Émile-Marie Bodinier, religieux et botaniste français († 2 février 1901).
- 1844 : Charles-Marie Widor, compositeur et organiste français († 12 mars 1937).
- 1849 : Arthur Bazin, écrivain français († 25 août 1913).
- 1854 : Ernest Grenet-Dancourt, auteur dramatique, poète et chansonnier français († 10 février 1913).
- 1856 : Georges de Labruyère, journaliste français († 23 mai 1920).
- 1864 : Marie Alexandre Lucien Coudray, sculpteur, graveur et médailleur français († 22 mai 1930).
- 1866 : Charles Chaumet, homme d'État et militant républicain, l'un des fondateurs du radicalisme († 7 janvier 1932).
- 1867 : Gabriel de Lautrec, romancier, poète, traducteur et humoriste français († 25 juillet 1938).
- 1869 : 
  - Firmin Gémier, acteur, metteur en scène et directeur de théâtre français († 26 novembre 1933).
  - Myriam Harry, écrivaine française († 10 mars 1958).
- 1870 : Manuel Gómez-Moreno, archéologue, historien, écrivain espagnol († 17 juin 1970).
- 1875 :
  - Jeanne Calment, doyenne de l'humanité († 4 août 1997 à l'âge de 122 ans, 5 mois et 14 jours).
  - Charles Guérin, peintre postimpressionniste français († 19 mars 1939).
- 1876 : Joseph Meister, alsacien connu comme le premier être humain sauvé (enfant) de la rage par un vaccin expérimental († 24 juin 1940).
- 1877 :
  - Jean Capart, égyptologue belge († 16 juin 1947).
  - Réginald Garrigou-Lagrange, théologien dominicain français († 15 février 1964).
- 1878 : Mirra Alfassa (Mirra Richard), écrivaine spirituelle et cofondatrice de la cité d'Auroville en Inde († 17 novembre 1973).
- 1879 : Thomas Cartier, sculpteur animalier et illustrateur français († 26 avril 1936).
- 1881 :
  - Marc Boegner (le pasteur Boegner), théologien, ecclésiastique, essayiste et académicien français († 18 décembre 1970).
  - Paul Tissandier, pionnier de l'aviation française († 10 mars 1945).
- 1882 : Jean Dupas, peintre, dessinateur, affichiste et décorateur français († 6 septembre 1964).
- 1885 : Sacha Guitry, acteur, auteur dramatique et cinéaste français († 24 juillet 1957).
- 1893 : Andrés Segovia, guitariste classique espagnol († 2 juin 1987).
- 1895 :
  - Henrik Dam, biochimiste danois, prix Nobel de physiologie ou médecine en 1943 († 17 avril 1976).
  - Joseph Fields, dramaturge américain, directeur de théâtre, scénariste et producteur de cinéma († 4 mars 1966).
- 1898 : Henry de Bournazel, militaire français († 28 février 1933).
- 1899 : Edwin L. Marin, réalisateur américain († 2 mai 1951).
- 1900 :
  - Jeanne Aubert, comédienne et chanteuse française († 6 mars 1988).
  - Madeleine Renaud, actrice française († 23 septembre 1994).

### XXesiècle
- 1901 : Pierre Lewden, athlète français spécialiste du saut en hauteur († 30 avril 1989).
- 1902 : Émile Friess, footballeur français († 26 avril 1993).
- 1903 :
  - Anaïs Nin, écrivaine franco-américaine († 14 janvier 1977).
  - Raymond Queneau, écrivain français († 25 octobre 1976).
- 1904 : Alexis Kossyguine, homme politique soviétique, chef du gouvernement de 1964 à octobre 1980 († 18 décembre 1980).
- 1905 : Lev Atamanov, réalisateur de films d'animation russe († 12 février 1981).
- 1907 : Wystan Hugh Auden, poète et critique britannique († 29 septembre 1973).
- 1908 : Paul Berna (Jean-Marie-Edmond Sabran), écrivain français († 19 janvier 1994).
- 1909 : Auguste Jordan, footballeur autrichien naturalisé français († 17 mai 1990).
- 1910 : Jacques Decour, écrivain et résistant français († 30 mai 1942).
- 1911 : 
  - Marie-Roberte Guignard, orientaliste française, conservateur à la Bibliothèque nationale († 30 janvier 1972).
  - Raymond Grosset, directeur de l’agence de presse photographique Rapho de 1946 à 1997 († 6 avril 2000).
  - Michèle Lacrosil, écrivaine française, originaire de la Guadeloupe († 18 décembre 2012).
  - Raúl Toro, joueur de football international chilien († 30 octobre 1982).
- 1913 :
  - Jean-Louis Gagnon, journaliste, écrivain et fonctionnaire québécois († 26 mai 2004).
  - Roger Laurent, coureur automobile belge († 6 février 1997).
- 1915 : 
  - Godfrey Brown, athlète britannique champion olympique sur 400 m à Berlin en 1936 († 4 février 1995).
  - Ann Sheridan, actrice américaine († 21 janvier 1967).
  - Anton Vratuša, homme politique slovène ex-yougoslave devenu centenaire († 30 juillet 2017).
- 1917 : Otto Kittel, pilote de chasse allemand († 14 février 1945).
- 1918 : Louis Dugauguez, footballeur français († 22 septembre 1991).
- 1920 : Leo Scheffczyk, cardinal et théologien allemand († 8 décembre 2005).
- 1921 :
  - Antonio Maria Javierre Ortas, cardinal espagnol salésien de la Curie romaine († 1er février 2007).
  - Simon Nora, haut fonctionnaire français († 5 mars 2006).
  - John Rawls, philosophe américain († 24 novembre 2002).
- 1922 :
  - Colette Brosset, actrice, humoriste et scénariste française († 1er mars 2007).
  - Pierre Hadot, philosophe, historien et philologue français († 24 avril 2010).
- 1924 :
  - Maurice Leroux, réalisateur québécois.
  - Robert Mugabe, président du Zimbabwe de 1987 à 2017 († 6 septembre 2019).
  - Silvano Piovanelli, cardinal italien, archevêque émérite de Florence († 9 juillet 2016).
  - Karl Ferdinand Werner, historien allemand († 9 décembre 2008).
- 1925 :
  - Sam Peckinpah, réalisateur américain († 28 décembre 1984).
  - Jack Ramsay, entraîneur de basket-ball américain († 28 avril 2014).
- 1927 :
  - Pierre Mercure, compositeur et réalisateur de télévision québécois († 29 janvier 1966).
  - Paul Préboist, acteur et humoriste français († 4 mars 1997).
- 1928 : Larry Pennell, acteur américain († 28 août 2013).
- 1930 : Allan Williams (en), homme d’affaires britannique, premier manager des Beatles († 30 décembre 2016).
- 1932 : Albert Raes, administrateur général et directeur de la Sûreté de l'État belge.
- 1933 :
  - Bob Rafelson, réalisateur, scénariste, producteur et acteur de cinéma américain († 23 juillet 2022).
  - Yvonne Schach-Duc, dessinatrice et peintre française († 22 octobre 2009).
  - Nina Simone, pianiste et chanteuse américaine († 21 avril 2003).
- 1934 : Gordon Forbes, joueur de tennis sud-africain († 9 décembre 2020).
- 1935 : Jean Pelletier, homme politique québécois († 10 janvier 2009).
- 1936 : Barbara Jordan, avocate, éducatrice et femme politique américaine († 17 janvier 1996).
- 1937 :
  - Inès Cagnati, romancière française († 9 octobre 2007).
  - Ron Clarke, athlète australien spécialiste du fond et du demi-fond († 17 juin 2015).
  - Harald V, roi de Norvège.
  - Gary Lockwood, acteur américain.
- 1938 :
  - Bobby Charles, auteur-compositeur américain († 14 janvier 2010).
  - François Heutte, footballeur français.
  - Alain Ollivier, acteur, metteur en scène et directeur de théâtre français († 21 mai 2010).
- 1940 : 
  - Peter Gethin, pilote automobile britannique († 5 décembre 2011).
  - John R. Lewis, militant, figure du Mouvement des droits civiques, délégué démocrate de Géorgie au Congrès fédéral († 17 juillet 2020).
- 1943 :
  - (ou 22 février) Danièle Évenou, comédienne française.
  - David Geffen, producteur (musique, films, théâtre) et philanthrope américain.
- 1946 :
  - Tyne Daly, actrice américaine.
  - Anthony Daniels, acteur britannique.
  - Alan Rickman, acteur britannique († 14 janvier 2016).
  - Vito Rizzuto, présumé chef de la mafia montréalaise († 23 décembre 2013).
- 1947 :
  - Yves Boivineau, évêque catholique français, évêque émérite d'Annecy.
  - Jean-Claude Cheynet, historien français.
  - Olympia Snowe, femme politique américaine.
- 1948 : Christian Vander, batteur, pianiste, chanteur et compositeur français.
- 1949 :
  - Ronnie Hellström, footballeur suédois.
  - Jean-Pierre Marcon, homme politique français.
- 1951 :
  - Pino Arlacchi, sociologue et homme politique italien devenu célèbre pour ses études et ses essais sur la mafia.
  - Roberto Domínguez, matador espagnol.
  - Wolfgang Frank, entraîneur et footballeur allemand († 7 septembre 2013).
  - William McDonough, architecte et designer américain.
  - Warren Vaché, trompettiste de jazz américain.
  - Erik van Dillen, joueur de tennis américain.
  - Armand Vaquerin, joueur de rugby français († 12 juillet 1993).
  - Vince Welnick, claviériste américain du groupe Grateful Dead († 2 juin 2006).
- 1952 :
  - Jean-Jacques Burnel, chanteur et bassiste franco-britannique du groupe The Stranglers.
  - Pierre Levisse, athlète français spécialiste de courses de fond.
- 1953 : 
  - Jean-Jacques Peroni, humoriste, auteur et comédien français.
  - William L. Petersen, acteur américain.
- 1954 : Ivo Van Damme, athlète belge († 29 décembre 1976).
- 1955 : Kelsey Grammer, acteur, réalisateur, doubleur, producteur, scénariste et humoriste américain.
- 1957 : Tomás Campuzano, matador espagnol.
- 1958 :
  - Mary Chapin Carpenter, chanteuse, guitariste et compositrice country américaine.
  - Jack Coleman, acteur et scénariste américain.
- 1960 : Laurent Petitguillaume, animateur TV et radio.
- 1961 :
  - Christopher Atkins, acteur américain.
  - Yobes Ondieki, athlète de fond kényan.
- 1962 : David Foster Wallace, écrivain américain († 12 septembre 2008).
- 1963 :
  - William Baldwin, acteur américain.
  - Lori Fung, gymnaste canadienne et entraîneuse de gymnastique.
  - Lydia Kandou, actrice indonésienne.
  - Pierfrancesco Pavoni, athlète italien.
- 1964 :
  - Marion Clignet, coureuse cycliste pistarde et routière française d'origine américaine.
  - Les frères jumeaux :
    - Mark E. Kelly, astronaute américain ;
    - et Scott J. Kelly, astronaute américain.
- 1967 :
  - Leroy Burrell, athlète américain spécialiste du 100 m.
  - Sari Essayah, athlète finlandaise, spécialiste de la marche et personnalité politique.
  - Silke Knoll, athlète allemande spécialiste du 200 mètres.
  - Mariko Mori, artiste contemporaine japonaise.
- 1969 : William David, pilote automobile français.
- 1972 :
  - Mark Andrews, joueur de rugby à XV sud-africain.
  - Nuno Capucho, joueur de football international portugais.
  - Stéphane Cayrol, journaliste de télévision français[13].
  - Audrey Pulvar, journaliste, présentatrice d'émissions télévisées et femme politique française.
- 1973 :
  - Elsa Girardot, escrimeuse française († 22 octobre 2017).
  - Paulo Rink, footballeur allemand d'origine brésilienne.
  - Brian Rolston, joueur de hockey sur glace américain.
  - Karim Bouamrane, homme politique français.
- 1974 : Lee Young-sun, athlète sud-coréenne spécialiste du lancer du javelot.
- 1975 : Troy Slaten, acteur américain.
- 1976 :
  - Laure Limongi, écrivaine française.
  - Ryan Smyth, joueur professionnel canadien de hockey sur glace.
  - Viktoriya Styopina "Vita Styopina", athlète ukrainienne, spécialiste du saut en hauteur.
- 1977 : Steve Francis, joueur de basket-ball américain.
- 1978 :
  - Ralf Bartels, athlète allemand spécialiste du lancer du poids.
  - Ha Ji-won, actrice sud coréenne.
- 1979 :
  - Carlito (Carly Colón dit), catcheur portoricain.
  - Pascal Chimbonda, footballeur français.
  - Nathalie Dechy, joueuse de tennis française.
  - Jennifer Love Hewitt, actrice et chanteuse américaine.
- 1980 :
  - Tiziano Ferro, chanteur italien.
  - Yannick Lupien, nageur canadien.
  - Jigme Khesar Namgyel Wangchuck, Roi Dragon du Bhoutan et le cinquième monarque de la dynastie Wangchuck.
- 1981 : Floor Jansen, chanteuse du groupe de Metal symphonique néerlandais After Forever.
- 1982 :
  - Chantal Claret, chanteuse et musicienne américaine.
  - Marcellus Sommerville, joueur de basket-ball américain.
- 1983 :
  - Mélanie Laurent, actrice française.
  - Benoît Lesoimier footballeur français.
- 1984 :
  - David Odonkor, footballeur allemand ayant des origines ghanéennes.
  - Andreas Seppi, joueur de tennis professionnel italien.
  - James Wisniewski, joueur de hockey sur glace américain.
- 1986 :
  - Amedeo de Belgique (de la famille royale belge).
  - Kineke Alexander, athlète saint-vincentaise et grenadin spécialiste des 200 mètres et 400 mètres.
  - Mickaël Vannieuwenhuyse, professionnel de la désinfection, désinsectisation, dératisation (3D) et vidéaste web français.
  - Charlotte Church, soprano galloise.
  - Garra Dembélé, footballeur professionnel français d'origine malienne.
- 1987 :
  - Ashley Greene, actrice et mannequin américain.
  - Elliot Page, acteur canadien.
- 1988 : Matthias de Zordo, athlète allemand spécialiste du lancer du javelot.
- 1989 : Corbin Bleu, acteur et chanteur américain.
- 1990 :
  - Ievgueni Gratchiov, joueur de hockey sur glace russe.
  - Arnaud Jouffroy, coureur cycliste français.
- 1991 :
  - Alexandre Iddir, judoka français.
  - Pavel Maslák, athlète tchèque spécialiste du sprint.
  - Mohamed Lokmane Hadjidj, footballeur algérien.
- 1992 : Phil Jones, footballeur britannique.
- 1995 : Aleksej Nikolić, basketteur slovène.
- 1996 : Sophie Turner, actrice britannique.

## Décès

### Iersiècle
- 4 : Gaius Caesar, fils de Marcus Vipsanius Agrippa et de Julia, fille d'Auguste, petit-fils de l'empereur Auguste (° 20 av. J.-C.).

### XIIesiècle
- 1184 : Minamoto no Yoshinaka, à la bataille d'Awazu au Japon (° 1154).

### XVesiècle
- 1437 : Jacques Ier, roi d'Écosse (° 25 juillet 1394).

### XVIesiècle
- 1513 : Jules II (Giuliano della Rovere), pape (° 5 décembre 1443).
- 1554 (ou 3 mars) : Hieronymus Bock dit Tragus, botaniste allemand (° 1498).
- 1565 : Federico Gonzaga, cardinal italien (° 1540).

### XVIIesiècle
- 1624 : Jean-Adolphe de Schleswig-Holstein-Sonderbourg-Norbourg, noble allemand (° 15 septembre 1576).
- 1626 : Édouard Farnèse, cardinal italien (° 7 décembre 1573).
- 1655 : Jean de Holstein-Gottorp, prince-évêque de Lübeck (° 18 mars 1606).
- 1677 : Baruch Spinoza, philosophe néerlandais (° 24 novembre 1632).
- 1691 : Antonio Bichi, cardinal italien (° 30 mars 1614).
- 1693 : Pierre-Joseph-Marie Chaumonot, prêtre jésuite français (° 9 mars 1611).

### XVIIIesiècle
- 1730 : Benoît XIII (Pietro Francesco Orsini), 243e pape (° 2 février 1649).
- 1741 : Jethro Tull, agronome anglais (° 30 mars 1674).
- 1788 : Jean-Antoine Rigoley de Juvigny, magistrat et homme de lettres français (° 1709).
- 1792 : Nicolas Guy Brenet, peintre et graveur français (° 1er juillet 1728).

### XIXesiècle
- 1803 : Jacques-Manuel Lemoine, peintre français (° 1740).
- 1816 : François Joachim Esnue-Lavallée, magistrat et un homme politique français (° 20 mars 1751).
- 1824 : Eugène de Beauharnais, militaire français, vice-roi d'Italie, fils adoptif de l'Empereur Napoléon Bonaparte (° 3 septembre 1781).
- 1825 : Joseph-Marc Mossé, poète et écrivain français (° 1780).
- 1833 : Pierre Roux-Fazillac, militaire et homme politique français (° 17 juillet 1746).
- 1838 : Antoine-Isaac Silvestre de Sacy, linguiste et orientaliste français (° 21 septembre 1758).
- 1846 : Ninkō, 120e empereur du Japon (° 16 mars 1800).
- 1852 : Jean-Pierre-Jacques-Auguste de Labouïsse-Rochefort, homme de lettres français (° 4 juillet 1778).
- 1861 :
  - Carl Wilhelm von Heideck, militaire, philhellène et peintre bavarois (° 6 décembre 1788).
  - Lars Levi Læstadius, pasteur luthérien suédois (° 10 janvier 1800).
- 1865 : Constant Troyon, artiste peintre français (° 28 août 1810).
- 1886 :
  - Alexis Lavigne, modéliste français (° 22 mars 1812).
  - Louis Vagnat, peintre français (° 16 février 1841).
- 1888 : Jozef Miloslav Hurban, écrivain et homme politique austro-hongrois (° 19 mars 1817).
- 1890 : Adam Thom, journaliste et avocat écossais (° 30 août 1802).
- 1894 : Gustave Caillebotte, peintre français (° 19 août 1848).
- 1898 : Prosper Demontzey, ingénieur français des Eaux et Forêts (° 21 septembre 1831).

### XXesiècle
- 1902 : Charles Letourneau, anthropologue français (° 23 septembre 1831).
- 1910 : Boutros Ghali (Pacha), personnalité politique égyptienne copte, Premier ministre assassiné la veille (° 12 mai 1846).
- 1912 : Émile Lemoine, ingénieur civil et mathématicien français (° 22 novembre 1840).
- 1914 :
  - Gaston Coindre, historien, artiste-peintre et graveur français (° 28 mars 1844).
  - Tom Jeffords, éclaireur de l'armée américaine, agent des Amérindiens et conducteur de diligences (° 1er janvier 1832).
- 1915 : Frédéric Chevillon, député français, mort pour la France (° 12 janvier 1879).
- 1919 :
  - Henri Chaput, chirurgien français (° 17 novembre 1857).
  - Kurt Eisner, écrivain, philosophe et homme politique socialiste allemand (° 14 mai 1867).
  - Mary Edwards Walker, chirurgienne américaine, féministe, abolitionniste, prohibitionniste, prisonnière de guerre (° 26 novembre 1832).
- 1922 : István Chernel, ornithologue hongrois (° 31 mai 1865).
- 1925 : Zacharie Baton, footballeur français (° 20 septembre 1886).
- 1926 : Heike Kamerlingh Onnes, physicien néerlandais, Prix Nobel de physique 1913 (° 21 septembre 1853).
- 1928 : Émile Senart, indianiste français (° 26 mars 1847).
- 1930 : Ahmad Shah Qajar, Chah de Perse de 1909 à 1925, dernier souverain de la dynastie Qajar (° 21 janvier 1898).
- 1932 : James Mercer, mathématicien britannique (° 15 janvier 1883).
- 1938 : George Ellery Hale, astronome américain (° 29 juin 1868).
- 1941 :
  - Frederick Banting, physicien canadien, Prix Nobel de médecine 1923 (° 14 novembre 1891).
  - Guerrita (Rafael Guerra Bejarano dit), matador espagnol (° 6 mars 1862).
  - Noël Liétaer, footballeur français (° 17 novembre 1908).
  - Louis Rebour, capitaine au long cours, compagnon de la Libération (° 2 juillet 1907).
- 1943 : Edouard Van Brandt, joueur de football international belge (° 27 mars 1911).
- 1944 : 
  - Missak Manouchian (Michel), poète arménien rescapé du génocide turc, ouvrier réfugié puis résistant en France occupée (° 1er septembre 1906),
  - fusillé à trente-sept ans au fort du Mont-Valérien avec 22 autres membres du FTP MOI de Paris.
- 1945 : Eric Liddell, athlète écossais (° 16 janvier 1902).
- 1951 :
  - Charlus, chanteur français (° 6 septembre 1860).
  - Scott Pembroke, réalisateur, acteur et scénariste américain (° 13 septembre 1889).
- 1952 : Antonio Cañero, rejoneador espagnol (° 1er janvier 1885).
- 1954 : 
  - Cécile Gimmi, sculptrice suisse (° 14 février 1886).
  - Augustin Lesage, peintre français (° 9 août 1876).
- 1958 : Henryk Arctowski, géologue, océanographe et météorologue polonais (° 15 juillet 1871).
- 1960 : Jacques Becker, réalisateur français (° 15 septembre 1906).
- 1964 :
  - Georg Jacoby, réalisateur allemand (° 21 juillet 1882).
  - Luis Martín Santos, écrivain et psychiatre espagnol (° 11 novembre 1924).
- 1965 : Malcolm X (Malcolm Little dit), activiste noir américain des droits civiques (° 19 mai 1925).
- 1966 : Paul Comtois, homme politique québécois (° 22 août 1895).
- 1968 : Howard Walter Florey, pharmocologue australien, Prix Nobel de médecine 1945 (° 24 septembre 1898).
- 1971 : Tilla Durieux, comédienne allemande (° 18 août 1880).
- 1972 :
  - Marie Dubas, chanteuse française (° 3 septembre 1894).
  - Bronislava Nijinska, danseuse et chorégraphe russe (° 8 janvier 1891).
  - Eugène Tisserant, orientaliste et cardinal français de l'Académie française (° 24 mars 1884).
- 1974 : Tim Horton, joueur de hockey sur glace et homme d’affaires canadien (° 12 janvier 1930).
- 1977 : John Hubley, cinéaste d'animation américain (° 21 mai 1914).
- 1981 : Muhtar Başoğlu, herpétologiste turc (° 6 avril 1913).
- 1982 : Murray the K (en) (Murray Kaufman dit), disc-jockey américain (° 14 février 1922).
- 1984 : Mikhaïl Cholokhov, écrivain russe, Prix Nobel de littérature 1965 (° 24 mai 1905).
- 1985 : Louis Hayward, acteur britannique (° 19 mars 1909).
- 1986 : Shigechiyo Izumi, supercentenaire à l'âge authentifié le plus avancé du monde[14] (° 29 juin 1865).
- 1989 : Alexis Thépot, footballeur français (° 30 juillet 1906).
- 1990 : 
  - David Anderson, pair et médecin britannique (° 18 février 1911).
  - Isaac Jacob Schoenberg, mathématicien roumain (° 21 avril 1903).
- 1991 : Margot Fonteyn (Margaret Hookham), danseuse britannique (° 18 mai 1919).
- 1992 : Henri Préaux, rameur français (° 25 novembre 1911).
- 1994 : 
  - Evgueni Beliaïev, chanteur soviétique (° 11 septembre 1926).
  - Gaston Bertrand, peintre, dessinateur et graveur belge (° 2 septembre 1910).
- 1995 : Ibrahim Ali, adolescent tué d’une balle dans le dos par trois militants colleurs d'affiches du Front national à Marseille (° v. 1978).
- 1996 :
  - Morton Gould, pianiste et compositeur américain (° 10 décembre 1913).
  - Roger Rudigoz, romancier française (° 26 août 1922).
- 1997 :
  - Choi Kwang, ancien ministre de la Défense nord-coréen (° 17 juillet 1918).
  - Don Laz, athlète américain (° 17 mai 1929).
  - Josef Posipal, footballeur allemand (° 20 juin 1927).
- 1998 : 
  - Santos Colón, chanteur de salsa et crooner portoricain (° 1er novembre 1922).
  - Sven Ivar Seldinger, radiologue suédois (° 19 avril 1921).
- 1999 : 
  - Gertrude Belle Elion, biochimiste américain, Prix Nobel de médecine 1988 (° 23 janvier 1918).
  - Ilmari Juutilainen, militaire dans l'armée de l'air finlandais (° 21 février 1914).
  - Hideo Itokawa, ingénieur en aéronautique japonais (° 20 juillet 1912).
  - Kaya, chanteur mauricien (° 10 août 1960).
  - Walter Lini, prêtre anglican et homme d'État vanuatais (° ? 1942).
  - Jørgen Leschly Sørensen, footballeur danois (° 24 septembre 1922).
- 2000 : 
  - Noel Annan, écrivain, professeur d'université et homme politique britannique (° 25 décembre 1916).
  - Violet Archer, pianiste et compositrice canadienne (° 24 avril 1913).
  - Mahboub Bati, compositeur du Chaâbi algérien (° 17 novembre 1919).
  - Jean-Pierre Grenier, acteur, metteur en scène et réalisateur français (° 20 novembre 1914).
  - Kenneth Nichols, officier de l'armée de terre américain (° 13 novembre 1907).

### XXIesiècle
- 2001 : José Lebrún Moratinos, cardinal vénézuélien, archevêque de Caracas (° 19 mars 1919).
- 2002 :
  - Harold Furth, physicien austro-américain (° 13 janvier 1939).
  - John Thaw, acteur britannique (° 3 janvier 1942).
  - Georges Vedel, professeur de droit de l'Académie française (° 5 juillet 1910).
- 2003 : Pierre Jahan, photographe et illustrateur français (° 9 septembre 1909).
- 2004 :
  - John Charles, footballeur britannique (° 27 décembre 1931).
  - Albert Chartier, auteur québécois de bande dessinée (° 16 juin 1912).
  - Alex Métayer, humoriste et comédien français (° 19 mai 1930).
  - Guido Molinari, peintre canadien (° 12 avril 1933).
- 2005 :
  - Gérard Bessette, romancier, poète et essayiste canadien (° 25 février 1920).
  - Guillermo Cabrera Infante, écrivain cubain (° 22 avril 1929).
- 2006 :
  - Guennadi Aïgui, poète russe (° 21 août 1934)
  - Paul Marcinkus, archevêque américain (° 15 janvier 1922).
  - Mirko Marjanović (en), homme politique serbo-monténégrin, premier ministre de 1994 à 2000 (° 27 juillet 1937).
  - Sinnathamby Rajaratnam (en), homme politique singapourien, ministre des Affaires étrangères de 1965 à 1980 (° 27 février 1915).
  - Angelica Rozeanu, joueuse de tennis de table roumaine (° 15 octobre 1921).
- 2007 : Béatrice Kombe Gnapa, danseuse et chorégraphe ivoirienne (° 6 avril 1972).
- 2008 :
  - Paul-Louis Carrière, homme d'Église français, évêque de Laval de 1969 à 1984 (° 30 mars 1908).
  - Neil Chotem, pianiste, compositeur, arrangeur et chef d'orchestre canadien (° 9 septembre 1920).
  - Jerzy Flisak (pl), graphiste, illustrateur et dessinateur polonais (° 24 septembre 1930).
  - Ana González Olea (en), actrice chilienne (° 4 mai 1915).
  - Léopold Ritondale, maire de Hyères depuis 1983 (° 19 juillet 1921).
  - Emmanuel Sanon, footballeur haïtien (° 25 juin 1951).
- 2009 :
  - Michel Clouscard, sociologue et philosophe français (° 6 août 1928).
  - André Langevin, écrivain canadien (° 11 juillet 1927).
  - Jean Rémond, évêque catholique français (° 9 juillet 1922).
  - Wilton G. S. Sankawulo, homme politique et écrivain libérien (° 26 juillet 1937).
  - Philippe de Thysebaert, baron et homme de presse belge devenu centenaire (° 11 août 1908).
- 2011 :
  - Jean Baeza, footballeur international français (° 20 août 1942).
  - Dwayne McDuffie, scénariste américain de comics et de dessin animé (° 20 février 1962).
  - Gilbert Mottard, homme politique socialiste belge (° 10 octobre 1926).
  - Bernard Nathanson, médecin américain (° 31 juillet 1926).
  - Július Považan (sk), peintre naïf tchécoslovaque[15] (° 9 août 1926).
- 2012 : Pierre Juneau, haut fonctionnaire canadien, président de la société Radio-Canada de 1983 à 1989 (° 17 octobre 1922).
- 2013 : Pierre-Marie Delfieux, prêtre français (° 4 décembre 1934).
- 2017 :
  - Desmond Connell, cardinal irlandais, archevêque émérite de Dublin (° 24 mars 1926).
  - Stanisław Skrowaczewski, chef d'orchestre et compositeur polonais (° 3 octobre 1923).
  - Takao Aeba, théoricien japonais de la littérature (° 27 janvier 1930).
- 2018 : William Franklin « Billy » Graham, Jr., théologien et prédicateur américain (° 7 novembre 1918).
- 2019 : Stanley Donen, cinéaste américain (° 13 avril 1924).
- 2020 : Michel Charasse, homme politique français (° 8 juillet 1941).
- 2021 :
  - André Dufraisse, coureur cycliste français (° 30 juin 1926).
  - Arthur Cook, tireur sportif américain, champion olympique aux Jeux olympiques d'été de 1948 (° 19 mars 1928).
  - Giovanni Knapp, coureur cycliste italien (° 28 juillet 1943).
  - Hélène Martin, chanteuse et auteure-compositrice-interprète française (° 10 décembre 1928).
  - Bernard Njonga, ingénieur agronome camerounais (° 18 octobre 1955).
  - Jacqueline Quef-Allemant, écrivaine française (° 15 juillet 1937).
  - Zlatko Saračević, handballeur yougoslave puis croate, médaillé aux J.O de 1988 et 1996 (° 5 juillet 1961).
  - Marc Waelkens, professeur d'université, historien, archéologue et anthropologue belge (° 12 avril 1948).
- 2024 :
  - Roger Guillemin, endocrinologue français naturalisé américain (° 11 janvier 1924).
  - Steve Paxton, danseur, chorégraphe, improvisateur et pédagogue américain (° 21 janvier 1939).
  - Micheline Presle, actrice française (° 22 août 1922).
  - Pamela Salem, actrice britannique (° 22 janvier 1944).
  - Hisao Takahashi, peintre et restaurateur d'art japonais (° 10 juillet 1936).

## Célébrations

### Internationales et nationales
- UNESCO (Nations unies) : journée internationale de la langue maternelle proclamée par la Conférence générale de l'UNESCO en 1999 et marquée depuis 2000[16].

- Bangladesh : journée du mouvement pour la langue commémorant depuis 1952 le mouvement pour la langue et ses manifestations sévèrement réprimées pour la reconnaissance du bengali (événement ci-avant et journée de l'UNESCO ci-dessus).
- Bhoutan : anniversaire du roi[17].
- Îles Mariannes du Nord, Îles Vierges des États-Unis, Porto Rico, Samoa (États-Unis dans ses parties océanes pacifique et atlantique caribéenne) : President's day ou jour des présidents[17].
- Iran : mort du prophète Mahomet et de l'imam Sadegh / Ja'far_al-Sâdiq.[réf. nécessaire]

### Religieuses
- Fêtes religieuses romaines des Feralia(e) après la fin des Parentalia débutées les 13 februarius précédents des anciens calendriers romains antiques.

#### Saints catholiques et orthodoxes
Saints catholiques et orthodoxes :
- Eustathe d'Antioche († 338), évêque de Bérée puis d'Antioche.
- Félix Ier de Metz († 128), 3e évêque de Metz.
- Fortunat d'Adrumète, Vérule, Secondin, Sirice, Servule, Saturnin (d'Adrumète), Félix et leurs seize compagnons (Ve siècle), martyrs à Hadrumète (ou Adrumète) aujourd'hui Sousse en Tunisie.
- Georges d'Amastris († 811), évêque d'Amasra.
- Germain de Granfelden (de) († 675) et Randoald (de), moines de Moutier-Grandval et martyrs.
- Gondelbert († 675), 26e évêque de Sens.
- Irène († 379), sœur du pape saint Damase Ier, vierge.
- Jean III Scholastique († 577), patriarche de Constantinople.
- Patère de Brescia († 606), disciple de saint Grégoire Ier le Grand et 23e évêque de Brescia.
- Pépin de Landen († 640), maire du palais d'Austrasie sous Clotaire II et Dagobert Ier.
- Pierre Mavimène († 743), martyr par la main de musulmans à Damas.
- Severin de Scythopolis († 432), évêque de Scythopolis et martyr.
- Timothée († 795), Timothée du monastère des Symboles, moine au Mont Olympe en Bithynie (Asie Mineure) et confesseur.
- Valère du Bierzo († 695), ermite dans El Bierzo.
- Vérule († IVe siècle) et ses compagnons, martyrs à Hadrumète ci-avant.
- Zacharie († 614, 632 ou 633), Zacharie de Jérusalem, confesseur et patriarche de Jérusalem.

#### Saints et bienheureux catholiques
Saints et béatifiés :
- Didace Pelletier († 1699), bienheureux religieux français, frère récollet et charpentier.
- Hugues de Digne († XIIIe siècle), bienheureux (d'après le Martyrologe des Franciscains), religieux franciscain français.
- Marie-Henriette Dominici († 1894), bienheureuse religieuse italienne supérieure des sœurs de Sainte-Anne à Turin.
- Noël Pinot († 1794), bienheureux prêtre français martyr à Angers.
- Pierre Damien († 1072), camaldule, évêque d'Ostie, Docteur de l'Église.
- Robert Southwell († 1595), jésuite anglais martyr à Tyburn.
- Thomas Pormort († 1592), bienheureux prêtre anglais martyr à Londres.

#### Saints orthodoxes,aux dates parfois"juliennes"ou orientales
Saints du jour :

### Prénoms du jour[Où?]
Bonne fête aux Pierre-Damien, Damien, Damian, Damiano, Damiani (nombreuses saint-Pierre par ailleurs, et saints-Côme et Damien les 26 septembre).
Et aussi aux :
- Gwenn (Blanche) et ses variantes autant bretonnes : Guen, Gwen, Gwendolina, Gwendoline, Gwendolyn(a/e), Gwenna, Gwennaig, Gwennou (et 3 novembre des Gwé/enaël(le) et variants).
- Pépin et ses variantes : Pepina, Pépino, Peppino, etc. (saint-Crépin et variantes davantage les 25 octobre).

## Traditions et superstitions

### Dictons
- « À la saint-Pierre-Damien, l'hiver reprend ou s'éteint. »[20]
- « Il est trop tard à la saint-Pépin pour planter les arbres à pépins. »[21]

### Astrologie
- Signe du zodiaque : 3e jour du signe astrologique des Poissons.